# Wilhelm Rimpau (Landrat)

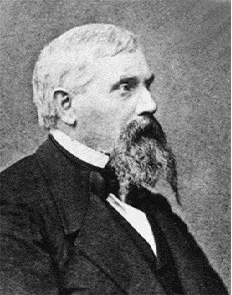
August Wilhelm Rimpau (* 24. Juli 1814 in Braunschweig; † 14. Januar 1892 in Langenstein)

August Wilhelm Rimpau (* 24. Juli 1814 in Braunschweig; † 14. Januar 1892 in Langenstein) war ein deutscher Landwirt, Unternehmer und Politiker.
Rimpau wirkte bahnbrechend für die Einführung der Drill- und Hackkultur und der Mineraldüngung nach der Theorie von Liebigs in der Praxis sowie auch bei der Bekämpfung der Lungenseuche bei Rindern. Als Mitglied des Königlich Preußischen Landes-Ökonomie-Collegiums und der Centralkommission zur Regulierung der Grundsteuer war er aktiv an fortschrittlichen Entwicklung der Landwirtschaft in Preußen beteiligt.

## Leben
August Wilhelm Rimpau war der Sohn des Kaufmanns Arnold Rimpau aus Braunschweig. Nach dem Besuch des Gymnasiums begann Rimpau 1830 eine landwirtschaftliche Ausbildung und ging „… nach Preußen, woselbst ich bei dem Königlichen Oberamtmann Dörge in Groß Ammensleben bei Magdeburg … die landwirthschaftliche Carrière ergriff …“
1835 reiste er zu Studien nach Belgien und in verschiedene Teile Deutschlands und pachtete 1838 die preußische Domäne Schlanstedt im Kreis Halberstadt, die er bis 1865 selbst bewirtschaftete und nach den „Grundsätzen der rationellen Landwirthschaft“ von Albrecht Daniel Thaer zu einem Musterbetrieb entwickelte.
In Schlanstedt errichtete er 1839 eine der ersten Zuckerfabriken in der Provinz Sachsen und begann 1840 die Auslesezüchtung bei Zuckerrüben. 1855 kaufte Rimpau das Rittergut Langenstein bei Emersleben, das vormals im Besitz der Familie von Reinecke stand. 1860 kaufte er das Klostergut Anderbeck (verpachtet an seinen Schwiegersohn Otto Beseler) und 1869 das Rittergut Emersleben (verpachtet an seinen Schwiegersohn Ferdinand Heine), sowie die Kuckucksmühle in Huy-Neinstedt. 1865 übergab er die Domäne Schlanstedt zur Bewirtschaftung an seinen ältesten Sohn Wilhelm Rimpau.
Von 1866 bis 1878 war er Landrat des preußischen Kreises Halberstadt, langjährig Vorsitzender des „Landwirthschaftlichen Vereins für das Fürstenthum Halberstadt und die Grafschaft Wernigerode“ und Vizedirektor des landwirtschaftlichen Centralvereins der Provinz Sachsen. 1878 zog er sich auf sein Gut Langenstein zurück, dessen repräsentatives Schloss er mit seiner Frau Sophie geb. Bode bewohnte.
Als Mitglied des Königlich Preußischen Landes-Ökonomie-Collegiums von 1859 bis 1879 und der Centralkommission zur Regulierung der Grundsteuer war Rimpau aktiv an der Bemessung der Bodenqualität für die Erstellung der Grundkataster in verschiedenen Gegenden Preußens beteiligt. Im „Curatorium der Friedrich-Wilhelm-Victoria-Stiftung“ förderte er den Austausch landwirtschaftlicher Experten besonders mit England.
1885 überließ er das Gut Emersleben seinem Sohn Hans Rimpau (1854–1919). August Wilhelm Rimpau hatte mit seiner Frau Sophie Rimpau, geb. Bode, insgesamt acht Kinder: Arnold Diedrich Wilhelm, Elisabeth, Marie, Emilie, Rudolf, Margarethe, Hans, Hermann.
Für seine Verdienste wurde er zum preußischen Geheimen Regierungsrat ernannt.
Sein Grab befindet sich im Park von Langenstein.

## Schriften
- Wilhelm Rimpau, 1857: Die Tiefkultur. In: Landesarchiv Sachsen-Anhalt (Standort Wernigerode) H 137 Gutsarchiv Langenstein: „A. W. Rimpau: Privat-Korrespondenz 1858/59“.
- Wilhelm Rimpau. Die Bewirthschaftung der Domaine Schlanstedt und des dazu gehörigen Vorwerks Neudamm. Braunschweig, Meyer. Aktualisiert durch W.Rimpau (Sohn): Die Bewirtschaftung einer preußischen Domaine im 19ten Jahrhundert. In: Mentzel & Lengerke’s Landwirtschaftlicher Kalender II, 1 – 51.